# Lenin-fiúk

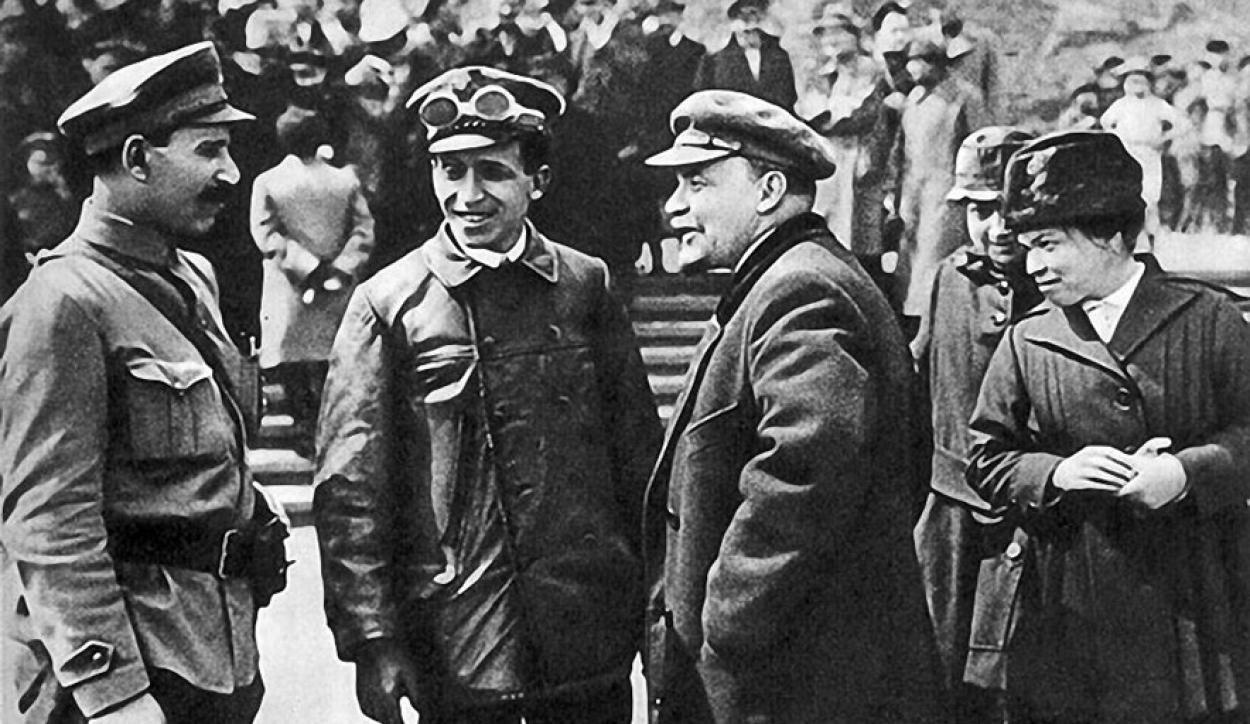
Szamuely Tibor népbiztos a Lenin-fiúk terrorszervezet vezetője és Lenin találkozása a Vörös téren, Moszkvában (1919)

A Lenin-fiúk az 1919-es magyarországi Tanácsköztársaság alatt a Forradalmi Kormányzótanács politikai karhatalmi különítménye volt a vörösterror hónapjaiban.

## Története
Spontán módon szerveződött, majd alárendelték a (Korvin Ottó vezette) Belügyi Népbiztosság Politikai Nyomozó Osztályának. Szamuely Tibor támogatásával és a budapesti Teréz körúti Batthyány-palotában székelő Cserny József vezetésével 200 fős halálosztó különítményt állítottak fel. A kegyetlenségükről hírhedt csoport tagjainak a felszerelése bőrnadrág, bőrkabát, bőr lábszárvédő, tányérsapka, karabély, Steyer-pisztoly, szurony és kézigránát volt.

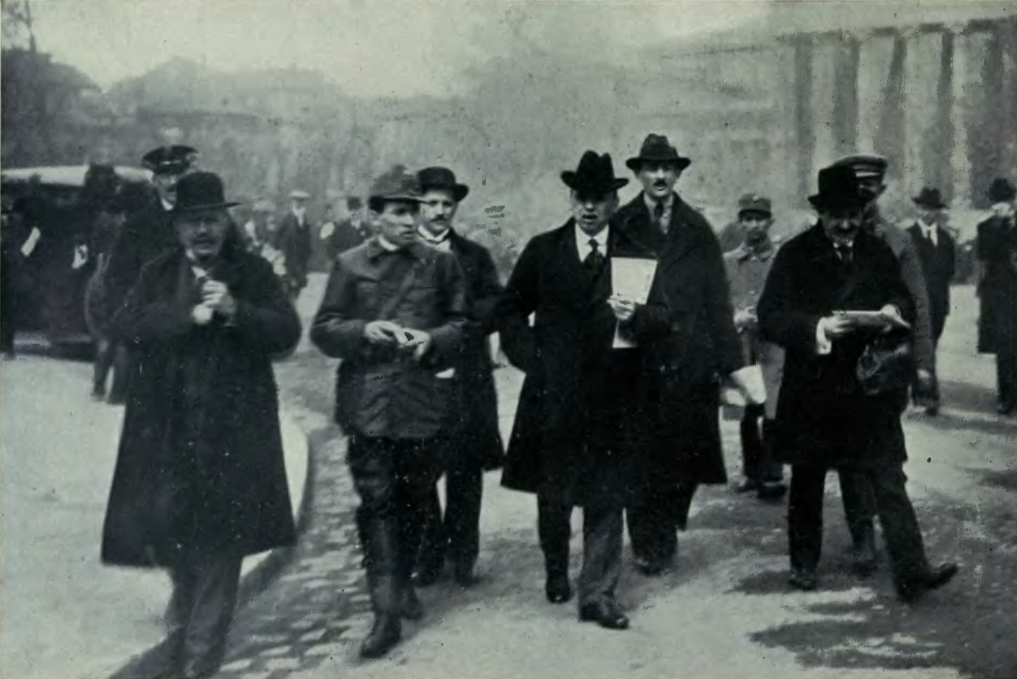
Szamuely Tibor és Kun Béla népbiztosok 1919. május 1-én Budapesten

Szamuely Tibor a halálvonatának nemzetközi legénységét részint közülük, részint a Mozdony utcai tanítóképzőben és a Trefort utcai gimnáziumban tanyát vert csoportokból válogatta össze. Ennek összetétele változott, volt azonban 34 állandó tagja, akiket azonosítottak. Ezek betűrendben a következők: Babulka Engelbert, Berényi László, Braun Mór, Dékány István, Gábor Antal, Gáspár József, Gerlei Géza, Hefter Mihály, Huber Béla, Jónás Gyula, Kerekes (Kohn) Árpád, Jablonszki Maxim, Kámán József, Knechtl Gyula, Kovács Gyula, Kövér Lajos, Köves János, Krajcsovics József, Leviritz Antal, London Béla, Lőbl Mór, Lőwinger Béla, Lukács László, Major József, Mann József, Max Miksa, Oswald József, Pálinkás István, Pap Géza, Schön Gábor, Sturcz Károly, Szabó József, Szamuely László, Uraszov Vladimir. Abban az esetben, mikor Szamuely tömeges megtorlásra indult (pl. Csornára, Kalocsára, Kapuvárra és Szolnokra), elkísérte még: Bartalos István, Bonyháti Tibor, Csomor Gábor, Csoba Péter, Dögei Imre, Groó Géza, Holtzmann Lipót, Kakas József, Kuszkó József, Löscher Márton, Miákovics Ferenc, Pergovátz Károly, Pervanger Mihály, Pintér ?, Simits ?, Steier Aladár, Steiger János, Verszk Vilmos. Ügyészek megállapították, hogy 92 bizonyított gyilkosság társtettesei voltak a „különvonaton” lakó Lenin-fiúk.

„Mindenütt szaladgálnak, ágálnak az ellenforradalmárok, üssétek le őket! Üssétek agyon ott, ahol találjátok őket! Ha csak egy órára is sikerül felülkerekedni az ellenforradalomnak, nem lesz kíméletes egyetlen proletárral sem. Mielőtt vérébe fojtanák a forradalmat, fojtsátok őket a vérükbe!”

– Szamuely Tibor, Vörös Újság, 1919. február 11.

„A hatalom a kezünkben van. Aki azt akarja, hogy visszatérjen a régi uralom, azt kíméletlenül fel kell akasztani. Az ilyennek bele kell harapni a torkába. A magyarországi proletariátus eddigi győzelme nem került különösebb áldozatokba. Most azonban szükség lesz arra, hogy vér ömöljön. A vértől nem kell félni. A vér – acél: erősíti a szívet, erősíti a proletár öklöt. Hatalmassá fog tenni bennünket a vér. A vér lesz az, mely az igazi kommünvilághoz elvezet minket. Ki fogjuk irtani, ha kell az egész burzsoáziát!”

– Szamuely Tibor 1919. április 20-án, Győrben elhangzott beszédéből

A Lenin-fiúk nevű terrorosztagot már a megalakulásuk pillanatában fel akarták oszlatni.

„Ismételten jelentés érkezett hozzám, hogy hadműveleti területen részben egyes parancsnokságok, részben különböző munkás- és katonatanácsok különböző elnevezéssel, mint politikai terrorcsapat, helyi vörös csapat és a többi, csapatokat toboroznak, alakítanak és ezeket különböző karhatalmi, sőt helyenkint a forradalmi kormányzótanács rendeleteit túllépő célokra használják fel. A forradalmi kormányzótanács rendelete értelmében senkinek sincs joga az országban csapatokat toborozni, mint a hadügyi és belügyi népbiztosságoknak. Minden egyéb csapattoborzás, ha a legjobb szándékkal történik is, könnyen ellenforradalmi tendenciákat szolgálhat. Ennélfogva elrendelem, hogy a hadműveleti területen lévő valamennyi, a hadsereg, vagy vörös őrség rendszeresített állományába és hadrend- alakulataiba nem osztott úgynevezett politikai terrorcsapat vagy más elnevezés alatt működő külön csapat haladéktalanul föloszlatandó és az ott lévő katonák a vörös hadsereg kötelékébe besorozandók. A jövőben mindazok, akik ilyen önkényes politikai terrorcsapatokat alakítanak, vagy azokat vezetik, vagy azokban részt vesznek, haladéktalanul rögtönítélő törvényszék elé állítandók…”

– Böhm Vilmos, a tanácskormány hadügyi népbiztosa (1919. április 30.)

1919. május 19-én Gödöllőn a Cserny-csoportot lefegyverezték. Mindehhez a hadsereg-főparancsnokság két zászlóaljat és egy tüzérséget vonultatott fel. Lerakott fegyvereik a következők voltak: hét 140 milliméteres, hat 90 milliméteres aknavető, három 75 milliméteres páncélágyú, hét gyalogsági ágyú, hét gépfegyver, 64 láda bomba, 130 láda kézigránát, 41 rekesz gépfegyver lőszer, 115 láda lőszer gyalogsági ágyúhoz, 807 láda lőszer az aknavetőkhöz. Ezen kívül nyolc személyautóval és hat teherautóval is rendelkeztek.
A csoport tagjainak nagy részét kivezényelték a frontra. 25 fő továbbra is a Szovjetházat őrizte, és 43 embert Cserny parancsnoksága alatt Korvin Ottó alá, a Politikai Nyomozó Osztályhoz osztottak be. Ez lett a „második Cserny-csoport”.
Gyakran együttműködtek a Szamuely vezette Lenin-fiúkkal, a Frontmögötti Bizottság embereivel. Szamuely hírhedt páncélvonatán sokszor teljesítettek szolgálatot a Cserny-csapathoz tartozó terrorlegények, akik így részt vettek az összes jelentősebb ellenforradalmi lázadás felszámolásában.
Kőszegen 1919. június 5-én a vasúti sztrájkkal kapcsolatban ellenforradalom tört ki. De csakhamar leverettek s jött a boszuállás. Vagy száz embert fogdostak össze. Jelentették a dolgot a Szombathelyen tartózkodó Szamuelly Tibornak, ki Korvin Klein Ottóval és terroristáival Kőszegre érkezett 1919. június 6-án, hol dr. Halász Hirschler József és mások bemondása alapján halálra ítélte s - terroristáival nyomban kivégeztette Waisbecker Jenőt és Heresies Györgyöt minden alakszerűség nélkül, egyszerű kézlegyintéssel. Heresies György fejét Kámán József terrorista puskatussal összeroncsolta. Waisbeckert nemcsak össze-vissza lövöldözték, de szuronnyal keresztül is szúrták. A többi ellenforradalmárokat súlyos börtönre ítélték s a lakosságra egy millió hadisarcot vetettek ki.
Június elején Korvin Ottó közölte a Kormányzótanáccsal, hogy nem tud tovább együttműködni a Cserny vezette V. alosztállyal. A június 24-én kitört ellenforradalmi lázadás azonban megváltoztatta a helyzetet. Cserny csoportja fontos szerepet játszott a lázadás leverésében.
A Tanácsköztársaság hadseregét 1919. augusztus elsején leverték. A kapituláció után, a kommunista vezetőség elmenekülhetett, Korvin Ottó és a Lenin-fiúk Magyarországon maradtak. Bűnperük főtárgyalása 1919. november 25-én kezdődött. November 26-án fogadó-apja kérésére a budapesti törvényszék végítéletet hozott és Schön Gábort megfosztották a nevétől, innentől kezdve Goldberger Gáborként szerepelt. Cserny Józsefet, a Lenin-fiúk bandavezérét és tizenhárom társát halálra ítélték, és kivégezték. Szamuely Tibor a magyar-osztrák határon máig tisztázatlan körülmények között halt meg (vagy öngyilkos lett, vagy a határőrök lőtték le).
1919. december 18-án a Margit körút 85. szám alatti fogházban az alábbiakat végezték ki, összesen 14 személyt:
| Név             | Foglalkozás     | Vallás          | Életkor | A kivégzés időpontja |
| --------------- | --------------- | --------------- | ------- | -------------------- |
| Cserny József   | bőrmunkás       | református      | 27      | 12.45 óra            |
| Papp Sándor     | lakatossegéd    | református      | 30      | 12.30 óra            |
| Kakas Ferenc    | fürdőszolga     | római katolikus | 29      | 10.15 óra            |
| Mészáros Sándor | kőművessegéd    | református      | 23      | 8.30 óra             |
| Schön Gábor     | joghallgató     | izraelita       | 23      | 8 óra                |
| Max Miksa       | raktárnok       | izraelita       | 24      | 10 óra               |
| Bonyháti Tibor  | joghallgató     | református      | 25      | 12 óra               |
| Groó Géza       | vasesztergályos | evangélikus     | 33      | 8.45 óra             |
| Löbl Mór        | szobafestő      | izraelita       | 28      | 11 óra               |
| Csomor Gábor    | lovász          | római katolikus | 22      | 12.15 óra            |
| Steiger János   | autószerelő     | római katolikus | 36      | 9 óra                |
| Löscher Márton  | szobafestő      | református      | 28      | 9.45 óra             |
| Küvér Lajos     | ápoló           | római katolikus | 26      | 9.15 óra             |
| Neumayer Géza   | asztalossegéd   | római katolikus | 24      | 9.30 óra             |

A magyar Kúria a tizennégy halálraítélt terrorista kegyelmi kérvényét egytől-egyig elutasította, s szabad folyást engedett az igazságszolgáltatásnak. Az államügyészség rendelkezése folytán a halálos ítéleteket csütörtök reggel 8 órától 12 óráig hajtották végre a Margit körúti katonai fogház udvarán. A kivégzésnél három büntetőtörvényszéki bíró jelent meg: dr. Keresztessy Gyula, dr. Gebhard Károly és dr. Nagy Béla, továbbá dr. Szücs Ferenc jegyző. Az államügyészséget dr. Felföldy Elemér államügyész képviselte. Dr. Felföldy Elemér államügyész december 17-én délután hirdette ki a Kúria kegyelmi tanácsának határozatát, majd mind a tizennégy halálraítéltet a siralomházzá átalakított fogházban helyezte el. A halálraítéltek mindegyike külön-külön cellát kapott, és az államügyész intézkedésére minden elítélthez egy-egy lelkészt hívtak. Megjelent öt római katolikus pap, öt református és egy evangélikus lelkész, valamint három rabbi. A halálraítélteket délután rokonságuk kereste fel. Mindegyiknek bőségesen hoztak be ételt, italt, szivart és cigarettát. Az ügyészség úgy rendelkezett, hogy a halálraítéltek mindent fogyaszthatnak, szeszesitalt azonban csak minimálisan kaptak. Egyiknek sem volt egész délután semmi különösebb kívánsága.
Cserny József késő délután azt kívánta, engedjék meg neki, hogy végrendelkezhessen. Körülbelül 8000 korona készpénzről és néhány darab értékesebb ékszerről végrendelkezett. Az ékszerekről azt állította, hogy ezeket lovag Beernétől kapta ajándékul. A végrendeletet Felföldy államügyész zárt borítékban letétbe helyezte. A többi elítélt arra kérte az ügyészt, hogy leveleket írhassanak, kérésüket teljesítették.
Küvér Lajos ápoló az esti órákban azzal a meglepő kívánsággal fordult az államügyészhez, valamint Czövek Sándor rendőrtanácsoshoz, hogy engedjék meg és eszközöljék ki számára, hogy menyasszonyával, a nála négy évvel idősebb Nagy Ágnessel – akivel egyébként már évek óta vadházasságban élt – házasságot köthessen. Kívánsága teljesült. Nyomban intézkedtek és körülbelül este 8 órakor megjelent a Margit körúti fogházban Rajtháty Ferenc fővárosi főjegyző, aki magával hozta az állami anyakönyvet is. A főjegyző úgy tekintette a házasságkötést, mintha az halálos ágyon kötött házasság lett volna, ezért minden diszpenzáció mellőzésével összeadta a házasulandókat. A törvényes formát azzal egészítette ki, hogy mind a menyasszonyt, mind a vőlegényt megeskette, hogy köztük, legjobb tudomásuk szerint, semmiféle házassági akadály nincs. A formaságok elintézése után a főjegyző bevezette a házasságkötést az anyakönyvbe. Tanúként Szőts István százados és Richter Rezső, a Margit körúti fogház gondnoka szerepeltek. Amikor a törvény rendelkezése szerint a főjegyző figyelmeztette a házasfeleket, hogy a polgári házasságkötéssel vallási kötelezettségüknek még eleget nem tettek, lelkészt kértek. Vénn Jakab páter ezután az egyház szertartása szerint is összeadta a házaspárt.
Az elítéltek egész éjszaka ébren voltak, csak hajnal felé szenderedett el egyik-másik az izgalomtól néhány percre, de gyorsan felriadtak.
Korán reggel valamennyien talpon voltak. A lelkészek a késő esti órákig együtt voltak az elítéltekkel és kora reggel már újra felkeresték őket. Cserny Józsefhez Haypál Benő budai református lelkész ment.
Reggel 7 óra tájban érkeztek meg a hivatalos személyek a Margit körúti fogházhoz, majd nagy csoportokban özönlöttek a fogház felé azok, akik az államügyészségtől a kivégzéshez jegyet kaptak. Kint az utcán csendőr- és rendőrkülönítmények tartották fenn a rendet, mindenkit csak a legszigorúbb igazoltatás után bocsátottak be a fogház udvarára. A külső és belső rend felügyeletét Czövek Sándor rendörtanácsos biztosította. A fogház bejáratánál a lépcsőzeten és a kivégzés színhelyén nagyobb rendőrkülönítmény állott fel, amelynek Szőts István százados volt a parancsnoka.

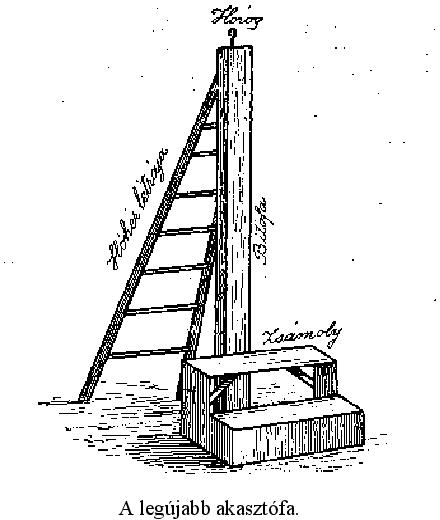
Az ítéletvégrehajtó Bali Mihály és segédei Gold Károly és Hermann Ádám voltak. Korabeli akasztófa rajza, K. Nagy Sándor: A hóhér és a halálbüntetések című művének illusztrációja (1914)

A fogház U alakú udvarának jobbszárnyán álltak a bitófák. Közvetlenül a fal mellett állt mind az öt, egyik a másiktól pontosan két méternyi távolságra. Egyik bitófát a másiktól vastag vászonfal választotta el, hogy az elítéltek ne láthassák egymást. Reggel 7 órakor kordont vont a csendőrkülönítmény a fogház udvarára, háromnegyed nyolckor érkeztek a bíróság tagjai: dr. Keresztessy Gyula, dr. Gebhardt Károly, dr. Nagy Béla büntetőtörvényszéki bírák, dr. Szücs Ferenc jegyző és dr. Felföldy Elemér államügyész.
Néhány perccel nyolc óra előtt dr. Felföldy államügyész elrendelte Goldberger-Schön Gábor elővezetését. Mellette egy rabbi imádkozott jobbján és balján, valamint előtte és háta mögött fegyveres csendőrök álltak. Dr. Keresztessy Gyula büntetőtörvényszéki bíró felolvasta az elítélt előtt a büntetőtörvényszék halálos ítéletének rá vonatkozó részét és utána a Kúriának a kegyelmi kérvény felett hozott elutasító határozatát. Ezután Bali Mihály, Gold Károly és Hermann Ádám végrehajtották a halálos ítéletet. Minich Károly dr. és Kenyeres Balázs dr. törvényszéki orvosok megvizsgálták a holttestet és megállapították a halál bekövetkeztét.
Ezután Goldberger-Schön bitófáját egy szürke spanyolfallal elkerítették oly módon, hogy az utána következő elítélt ne láthassa. Goldberger Gábor után Mészáros Sándor majd Groó Géza, azután Steiger János, végül pedig Küvér Lajos következett. Ezzel kilenc óra után bevégződött az akasztás első sorozata.
Tíz órakor dr. Felföldy államügyész kiadta az utasítást, hogy vezessék elő Max Miksa elítéltet. Utána Kakas Ferenc következett, aki egészen megtört. Az ítélet kihirdetése után megcsókolta a feszületet. Vele is hamarosan végeztek, ezt követően Neumauer-Nagy Gézát, majd Löscher Mártont hozták. A turnust Löbl Mór zárta be.
A harmadik csoportot fogadta a legnagyobb érdeklődés. Ebben voltak ugyanis Cserny mellett a legkegyetlenebbek: Bonyháti, a finesz, Papp János, Cserny helyettese és Csomor Gábor, aki szörnyű bestialitással küldte másvilágra a kezei közé került áldozatokat. Csernyék kivégzését megelőzően, 12 óra tájban megjelent a közönség között Heinrich Ferenc kereskedelmi miniszter és Beniczky Ödön belügyminiszter. Ott volt még Ferry altábornagy főhadnagy fia, Bencze Sándor csendőrtábornok és a hivatalos világ számos előkelősége.
Bonyháti Tibort vezették elő először az államügyész rendeletére, utána Csomor Gábor, majd Papp Sándor következett és legutoljára maradt Cserny József, a terroristák vezére. Az ügyész rendeletére levették Csernyről azt a huszárdolmányt, amelyben az egész főtárgyalást végigülte. A terroristavezér némán és mozdulatlanul állott a bíróság előtt, mialatt az ítéletet felolvasták. Annak végrehajtása utána törvényszéki orvostanárok léptek a bíróság elé és két percnyi vizsgálat után jelentették, hogy a halál beállott. A hullák egy félóráig függtek a bitófákon. Mind a tizennégy kivégzettet még aznap délután az orvostani intézetbe szállították, ahol felboncolták őket.
A Lenin-fiúk másik, Magyarországon maradt csoportjának vezetőit 1919. december 20-án ítélte halálra a budapesti büntetőtörvényszék. Több halálraítélt is a Kúriához fordult kegyelemért, azonban december 28-án, délben, az ítélőtanács jóvá hagyta az elutasító végzését, miszerint a Kúria nem ad kegyelmet egyik halálra ítélteknek sem. Az ítéletet végrehajtották december 29-én reggel. Másnap (1919. december 30.) a Budapesti Hírlap a következőket írta a kivégzésről:

„Fél nyolckor bocsátották be a közönséget a kivégzés színhelyére. Az első öt elítélttel: Horváth Károly, Dögei Imre, Gombos Ferenc, Korvin Ottó, László Jenő dr. kilenc órára végzett a végrehajtó: Bali Mihály és segédei. Azután kiürítették az udvart és a második csoporthoz új belépőjegyekkel érkezett más közönség érkezett, amely szintén megtöltötte az udvart. Most Dinnyés József, majd Szamuely hóhérai: Sturz Károly, Kovács Lajos és Kohn Kerekes Árpád következtek. Egyenként hozták az elítélteket s valamennyivel gyorsan végzett a hóhér. A holttestek félórán át maradtak a bitófán, azután közös hullaterembe vitték őket, ahol 2 óráig maradtak. Délután a törvényszéki orvostani intézetbe vitték a holttesteket.”

– Budapesti Hírlap, 1919. december 30.

## Galéria

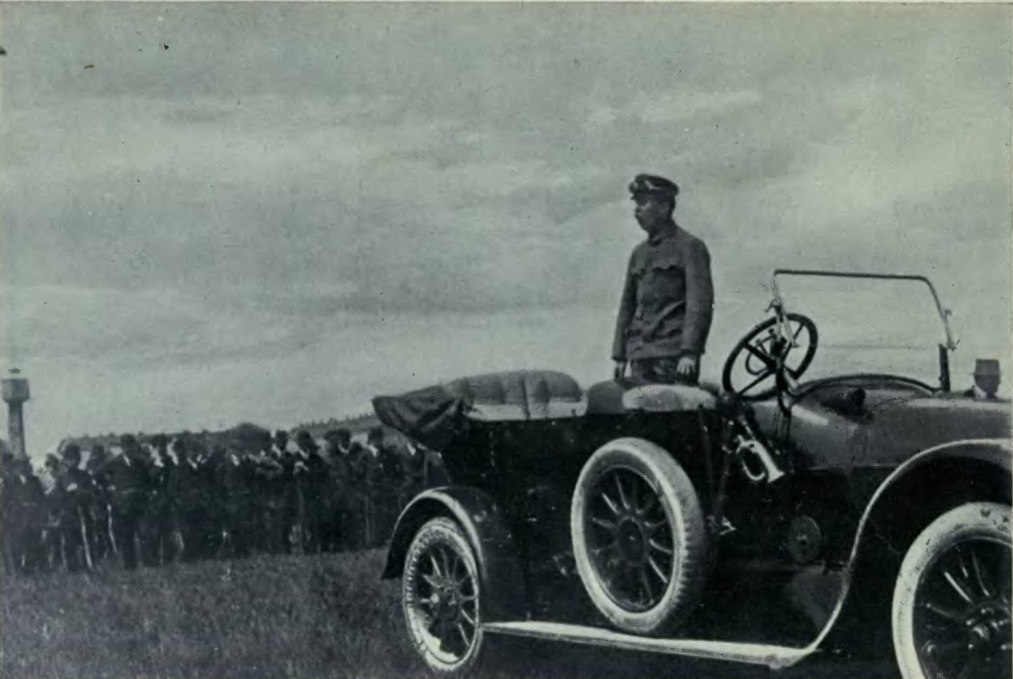
Szamuely a Lenin-fiúknak nevezett terrorszervezet irányítója beszédet mond
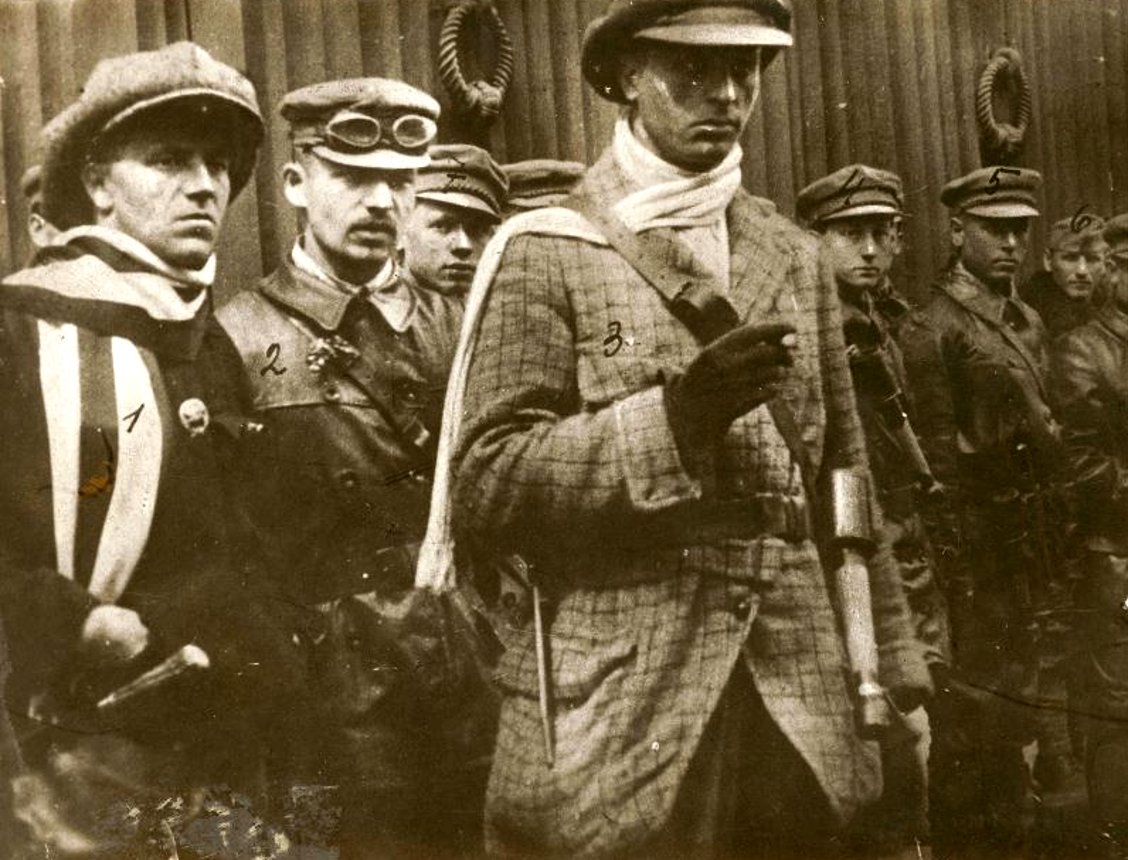
Cserny József a Lenin-fiúk körében 1919. május elsején
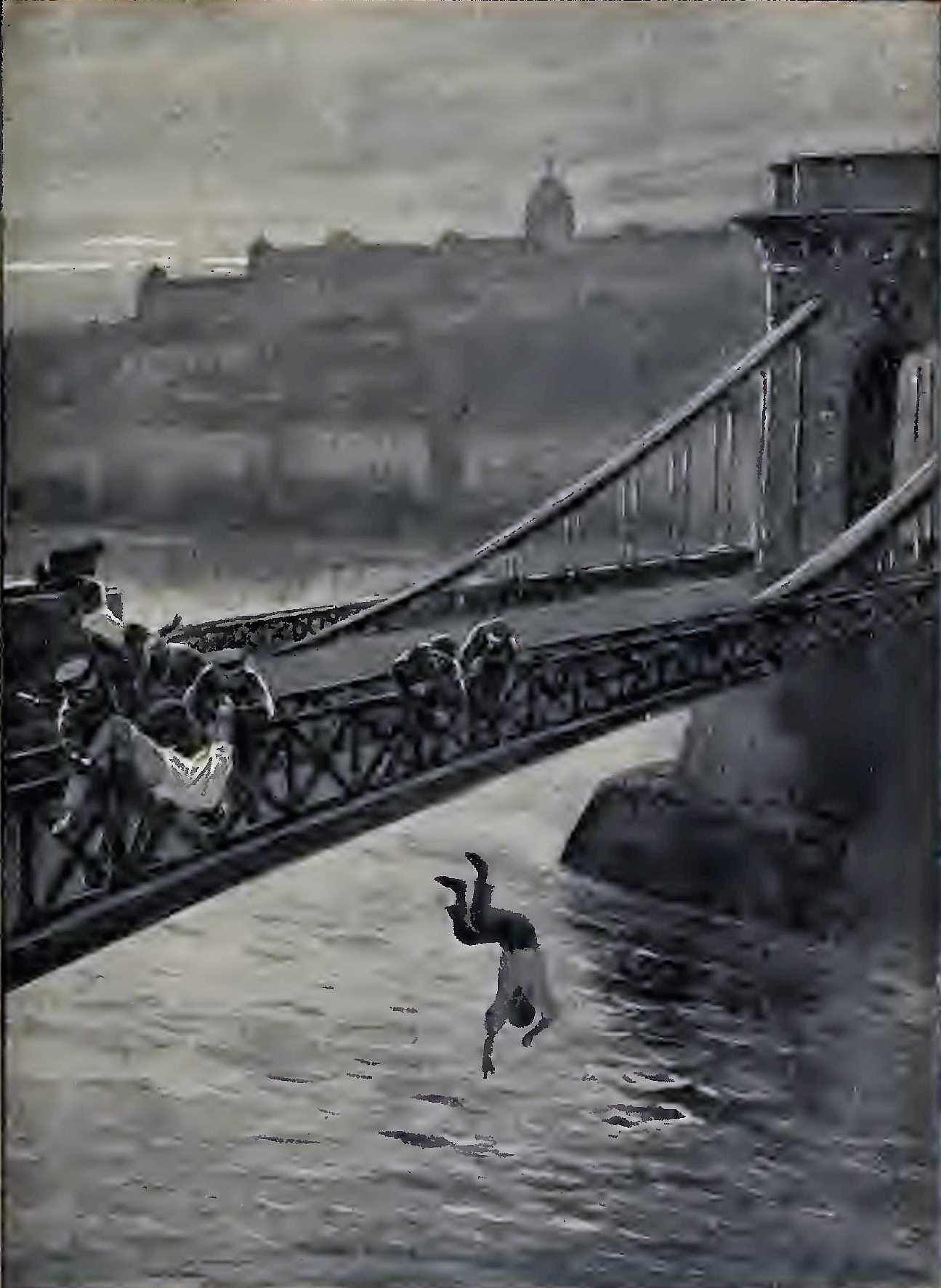
Armand Lebrun La dictature du prolétariat… című művének[10] illusztrációja Hollán Sándorék meggyilkolásáról
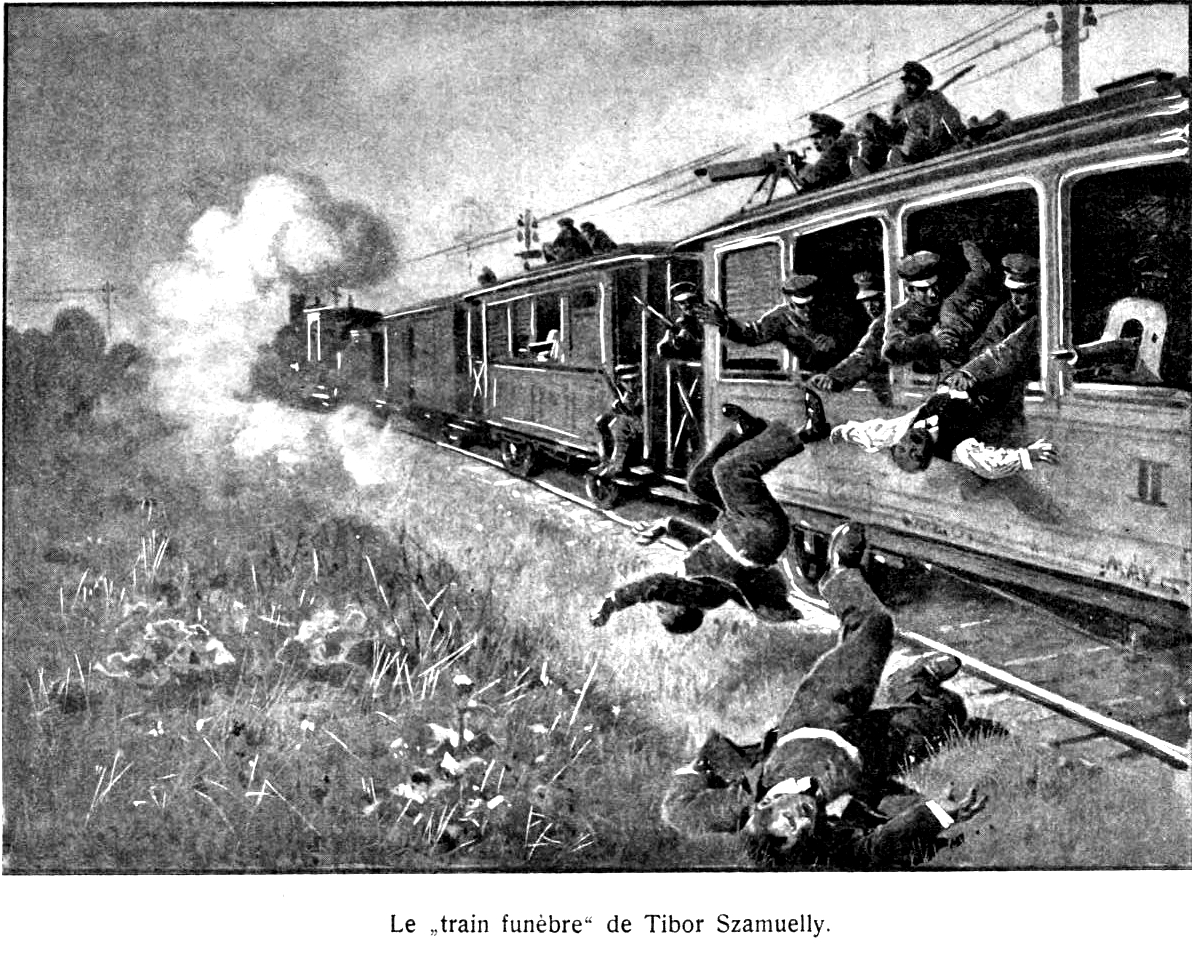
Armand Lebrun művének illusztrációja a halálvonatról